# Бовен (Ардеш)
Бовен (фр. Beauvène) насеље је и општина у источној Француској у региону Рона-Алпи, у департману Ардеш која припада префектури Прива.
По подацима из 2011. године у општини је живело 249 становника, а густина насељености је износила 21,07 становника/km². Општина се простире на површини од 11,82 km². Налази се на средњој надморској висини од 400 метара (максималној 1.051 m, а минималној 273 m).

## Демографија
| 1962. | 1968. | 1975. | 1982. | 1990. | 1999. | 2011. |
| ----- | ----- | ----- | ----- | ----- | ----- | ----- |
| 274   | 332   | 247   | 232   | 221   | 220   | 249   |

График промене броја становника у току последњих година